# 音無神社
音無神社（おとなしじんじゃ）は、静岡県伊東市音無町にある神社。

## 概要
創建不詳。豊玉姫命を祭神とし、子宝・安産の利益の信仰を集めており、安産のメタファーとしての穴の開いた柄杓(ひしゃく)「底抜け柄杓」を奉納するという独特の（とはいえ割と広く行われている）風習を持つ。
源頼朝と八重姫の逢瀬の場としても知られ、頼朝が対岸の「日暮(ひぐらし)八幡神社」（伊東市桜木町）で日が暮れるまで待ってから音無神社で逢っていたとされ、境内の玉楠神社には、彼ら（およびその子である千鶴丸）が祀られている。
また、11月10日の例大祭は、「真っ暗な社殿の中で、お神酒を回す際に隣人のお尻をつねって合図する」という1640年ごろから続く奇祭「尻つみ祭り」として知られ、当日は尻にちなんで尻相撲大会も行われる。

## 祭神
- 豊玉姫命

## 境内

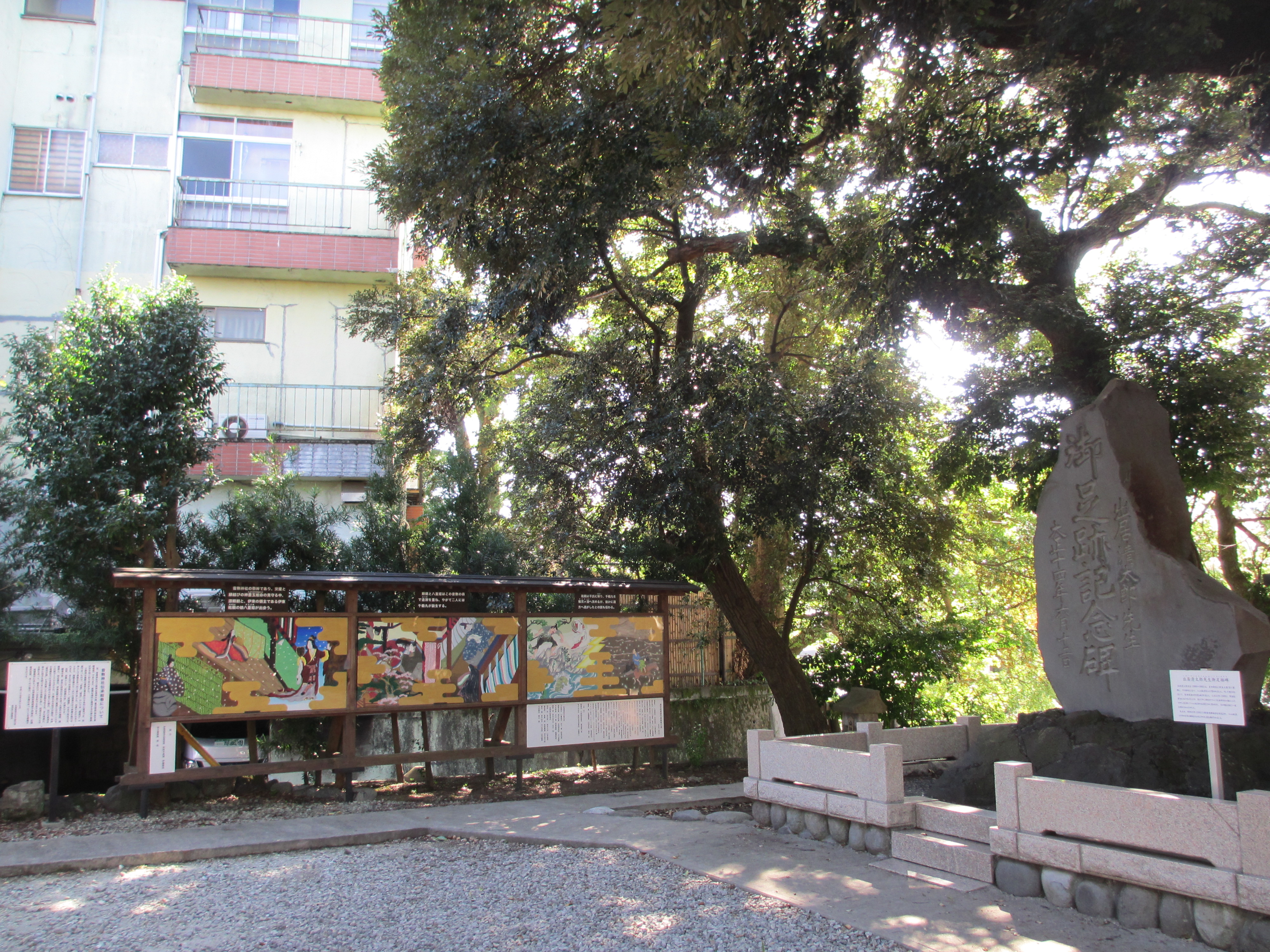
八重姫絵巻

- 玉楠神社 - 源頼朝と八重姫（およびその子である千鶴丸）を祀る。
- 湯尾権現
- 音無神社伝承絵巻 - 八重姫にまつわる話を3枚の絵巻物風の絵で説明したもの。伊東高校美術部作製協力。
- タブの木（市指定天然記念物[9]）
- シイの木（市指定天然記念物[10]）
- 出居清太郎先生御足跡碑

## 祭事
- 例大祭「尻つみ祭り」（11月10日） - 尻相撲大会も併せて開催。

## 周辺
- 最誓寺(さいせいじ) - 神社の東隣りにある寺。千鶴丸を弔う「西成寺」として建立されたが、後に伊東家の墓も移設され、管理されている。

## アクセス
- JR伊東駅から徒歩20分。
- 東海バス : バス停「竹町」あるいは「西校前」から徒歩1〜2分。